# Britta Bilač
Britta Bilač, född Vörös 4 december 1968 i Saalfeld i dåvarande Östtyskland, är en slovensk före detta friidrottare som tävlade i höjdhopp.
Bilačs genombrott kom när hon blev tvåa vid inomhus-EM 1990 då tävlande för Östtyskland. Efter att ha gift sig med den slovenske längdhopparen Borut Bilač bytte hon nation och tävlade från och med 1992 för Slovenien. Hon deltog vid Olympiska sommarspelen 1992 och hamnade på en femtonde plats.
Vid VM 1993 slutade hon på elfte plats efter att ha klarat 1,88. Vid EM 1994 vann hon guld med ett nytt personligt rekord 2,00 meter. Hon blev även vid inomhus-VM 1995 silvermedaljör efter att ha klarat 1,99 meter. 
Hennes sista tävling blev VM i Aten 1997 då hon slutade på sjunde plats.